# Na drugim brzegu tęczy
Na drugim brzegu tęczy – debiutancki album bluesrockowego zespołu Breakout, wydany w 1969. Na płycie znajdują się takie znane utwory jak Poszłabym za tobą i Gdybyś kochał, hej!.

## Lista utworów
Strona A
| 1. | „Poszłabym za tobą” (muz. T. Nalepa – sł. J. Grań)           | 3:13  |
|    |                                                              |       |
| 2. | „Nie ukrywaj – wszystko wiem” (muz. T. Nalepa - sł. J. Grań) | 2:52  |
|    |                                                              |       |
| 3. | „Na drugim brzegu tęczy” (muz. T. Nalepa – sł. J. Grań)      | 3:58  |
|    |                                                              |       |
| 4. | „Czy mnie jeszcze pamiętasz?” (muz. C. Niemen – sł. J. Grań) | 5:20  |
|    |                                                              |       |
| 5. | „Wołanie przez Dunajec” (muz. T. Nalepa – sł. M. Gaszyński)  | 2:24  |
|    |                                                              |       |
|    |                                                              | 17:47 |
|    |                                                              |       |
Strona B
| 1. | „Masz na to czas” (muz. T. Nalepa - sł. J. Grań)                | 3:42  |
|    |                                                                 |       |
| 2. | „Gdybyś kochał, hej!” (muz. T. Nalepa[a] - sł. J. Grań)         | 3:04  |
|    |                                                                 |       |
| 3. | „Powiedzieliśmy już wszystko” (muz. T. Nalepa – B. Loebl)       | 3:50  |
|    |                                                                 |       |
| 4. | „Gdzie chcesz iść” (muz. T. Nalepa – sł. B. Loebl)              | 5:23  |
|    |                                                                 |       |
| 5. | „Po ten księżyc złoty” (muz. T. Nalepa – sł. B. Loebl, J. Grań) | 0:45  |
|    |                                                                 |       |
|    |                                                                 | 16:44 |
|    |                                                                 |       |
Utwór dodatkowy – 1991, Digiton
| 11. | „Za siódmą górą” (muz. T. Nalepa – sł. B. Loebl) | 3:02  |
|     |                                                  |       |
|     |                                                  | 03:02 |
|     |                                                  |       |

## Twórcy
- Tadeusz Nalepa – gitara, śpiew
- Mira Kubasińska – śpiew
- Michał Muzolf – gitara basowa
- Józef Hajdasz – perkusja

gościnnie
- Włodzimierz Nahorny – saksofon, flet
- Alibabki – chórki (gościnnie)

Realizacja
- Realizacja nagrań: Wojciech Piętowski, Halina Jastrzębska-Marciszewska
- Projekt graficzny: M. Spychalska